# Vodun Days

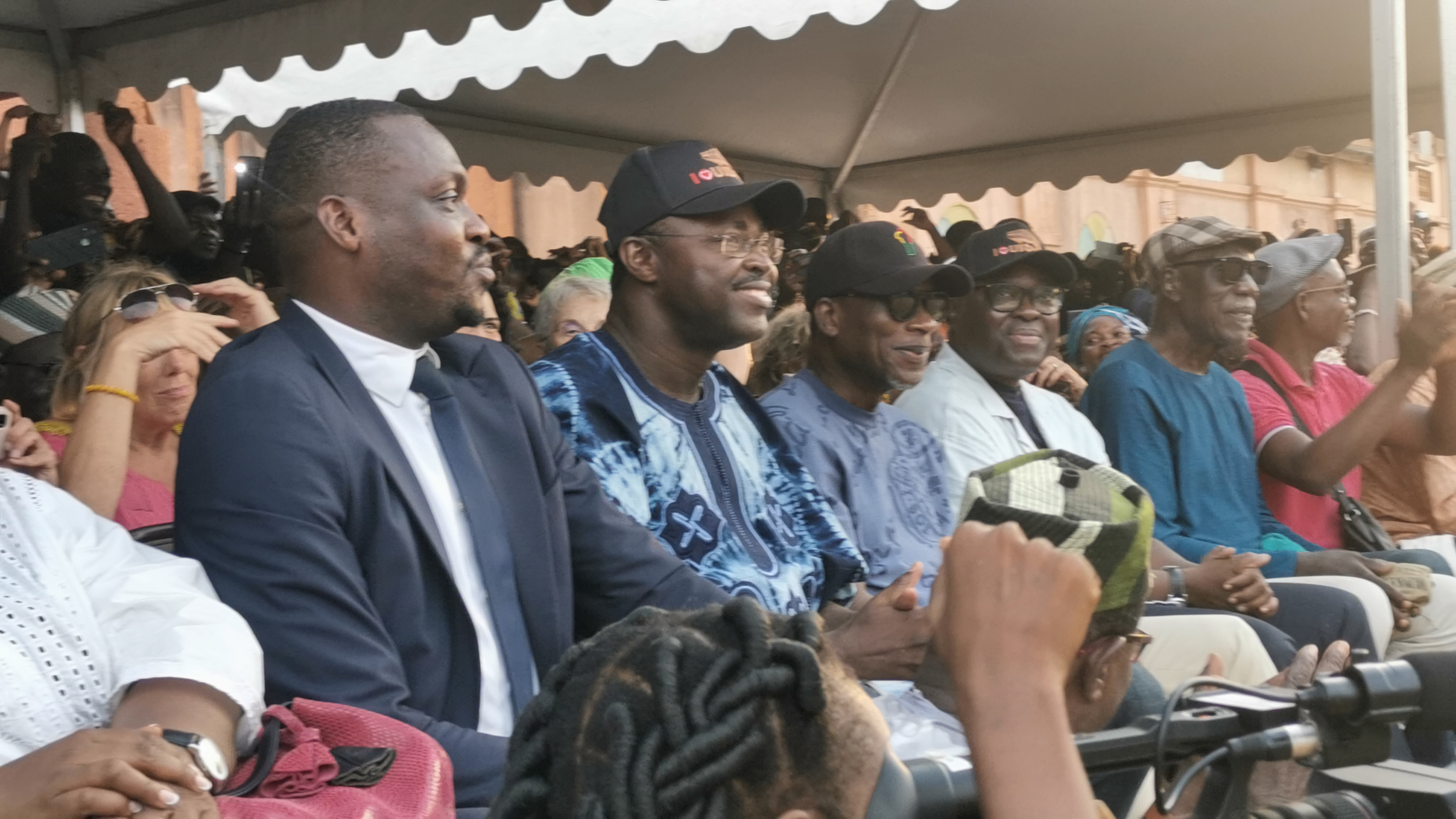
Le Président Patrice Talon aux Vodun Days 2024, à Ouidah.

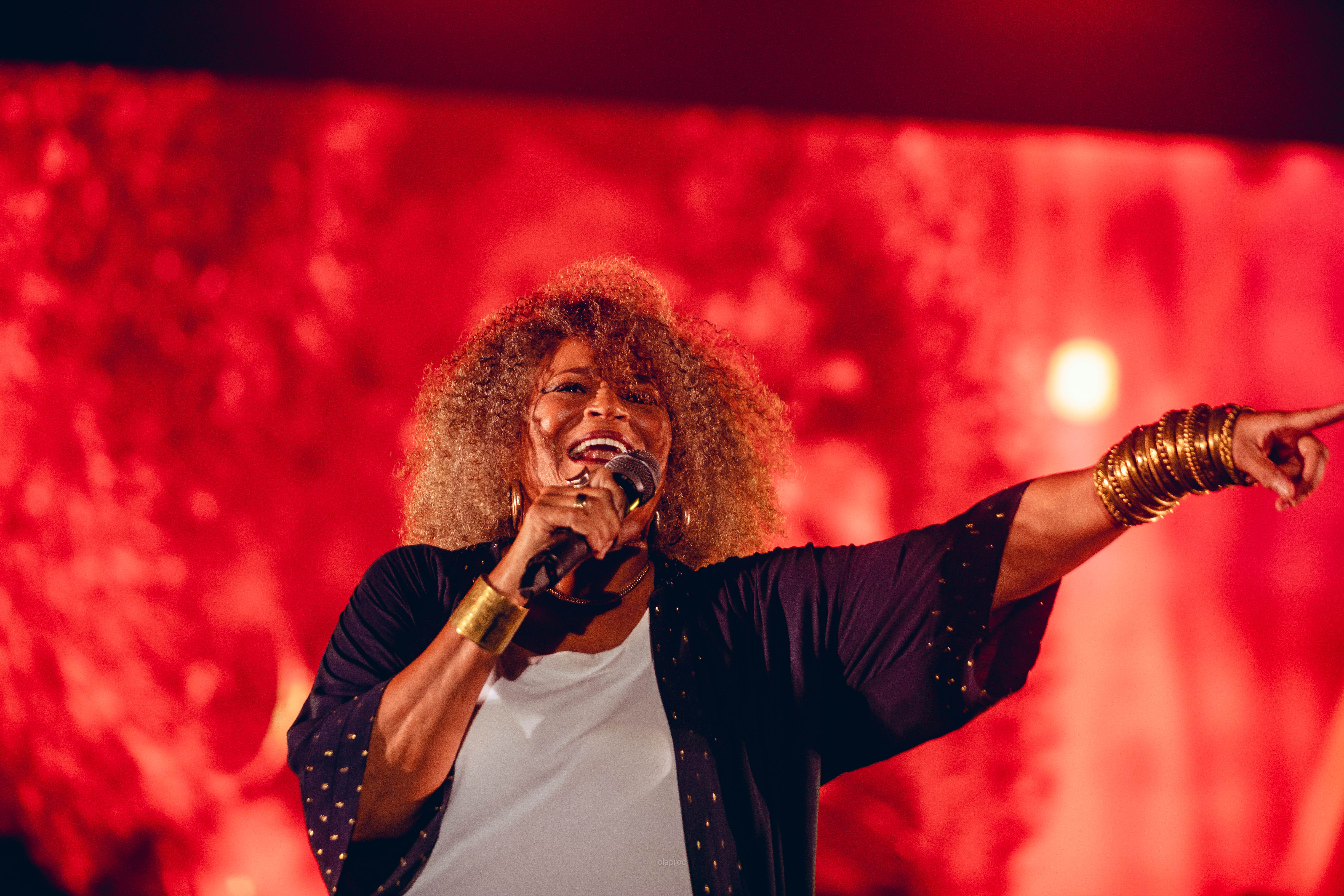
Concert de Kassav' durant l'édition 2025 des Vodun Days.

Les Vodun Days sont un événement annuel qui célèbre l'art, la culture et la spiritualité du Vodun, une religion traditionnelle ancrée dans les pratiques spirituelles du Bénin. La première édition des Vodun Days a eu lieu à Ouidah, les 9 et 10 janvier 2024. Cet événement a permis de mettre en avant des pratiques religieuses, des danses traditionnelles, des concerts & spectacles en plein air.
Le 30 juillet 2024, l’Assemblée nationale du Bénin a adopté une loi fixant la fête annuelle des religions traditionnelles, désormais célébrée le deuxième vendredi du mois de janvier. La journée du vendredi et celle du jeudi qui la précède sont chômées et payées. En 2025, la deuxième édition des Vodun Days a eu lieu les 9, 10 et 11 janvier à Ouidah.

## Histoire
La fête nationale du Vodun a été instaurée dans les années 1990 par le Président Nicéphore Soglo, marquant la reconnaissance officielle du Vodun comme religion nationale au Bénin. Cette fête était célébrée chaque année le 10 janvier et visait à valoriser les pratiques spirituelles et culturelles associées à cette religion. Les cérémonies avaient lieu sur l'ensemble du territoire national et principalement à Ouidah, une ville historiquement liée au Vodun, où se déroulaient des rituels religieux, des danses, des chants traditionnels et d’autres expressions culturelles. L’événement attirait à la fois les Béninois et des visiteurs étrangers intéressés par la culture Vodun.
Le Festival Ouidah 92, organisé du 8 au 18 février 1993, à Ouidah, a précédé l’établissement de la fête nationale du Vodun et a contribué à la mise en valeur de cette culture. Ce festival visait à promouvoir le Vodun au niveau national et international, notamment en renforçant les liens entre le Bénin et la diaspora africaine.

### L'édition 2024 des Vodun Days
La première édition des Vodun Days a eu lieu les 9 et 10 janvier 2024 à Ouidah. Cet événement s'inscrit dans la volonté du Président Patrice Talon, qui avait exprimé son désir de « déconstruire les images négatives autour du Vodun ». L'objectif des festivités est de présenter le Vodun non seulement comme une religion, mais également comme un art et une culture.
Cette première édition, qualifiée d'édition zéro (ou encore édition test), comprenait plusieurs événements et activités, dont des animations sur les places publiques avec la sortie des couvents Vodun à Ouidah. Une scène artistique a accueilli un concert géant ainsi qu’un concert de musique traditionnelle, avec la participation d’artistes de renom comme Sagbohan Danialou, Koffi Olomidé, Yemi Aladé, Teni ou encore Tabou Combo. La Grande Cérémonie Vodun du 10 janvier a également eu lieu, en présence de hauts dignitaires.
En 2024, les Vodun Days ont attiré près de 97 000 visiteurs, d'après les données fournies par l’Institut National de la Statistique et de la Démographie (INStaD).

### L'édition 2025 des Vodun Days

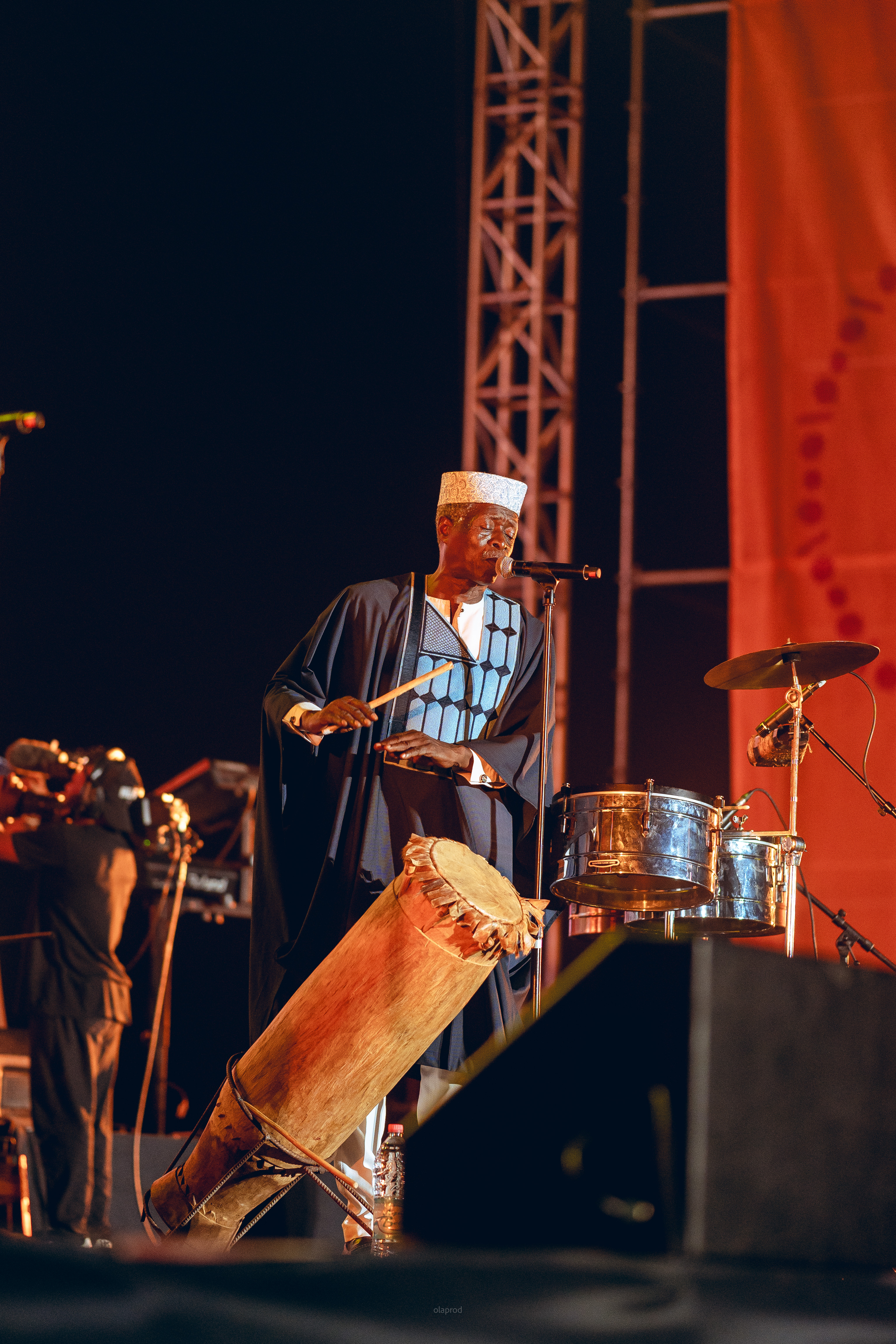
Concert de Sagbohan Danialou le 10 janvier 2025 à Ouidah durant les Vodun Days.

Le 30 juillet 2024, l’Assemblée nationale du Bénin a adopté une loi instituant la fête annuelle des religions traditionnelles en République du Bénin. Cette loi déclare que la célébration de ces religions aura lieu chaque année le deuxième vendredi du mois de janvier. En conséquence, le jeudi précédent et le vendredi lui-même sont désormais des jours fériés, chômés et payés.

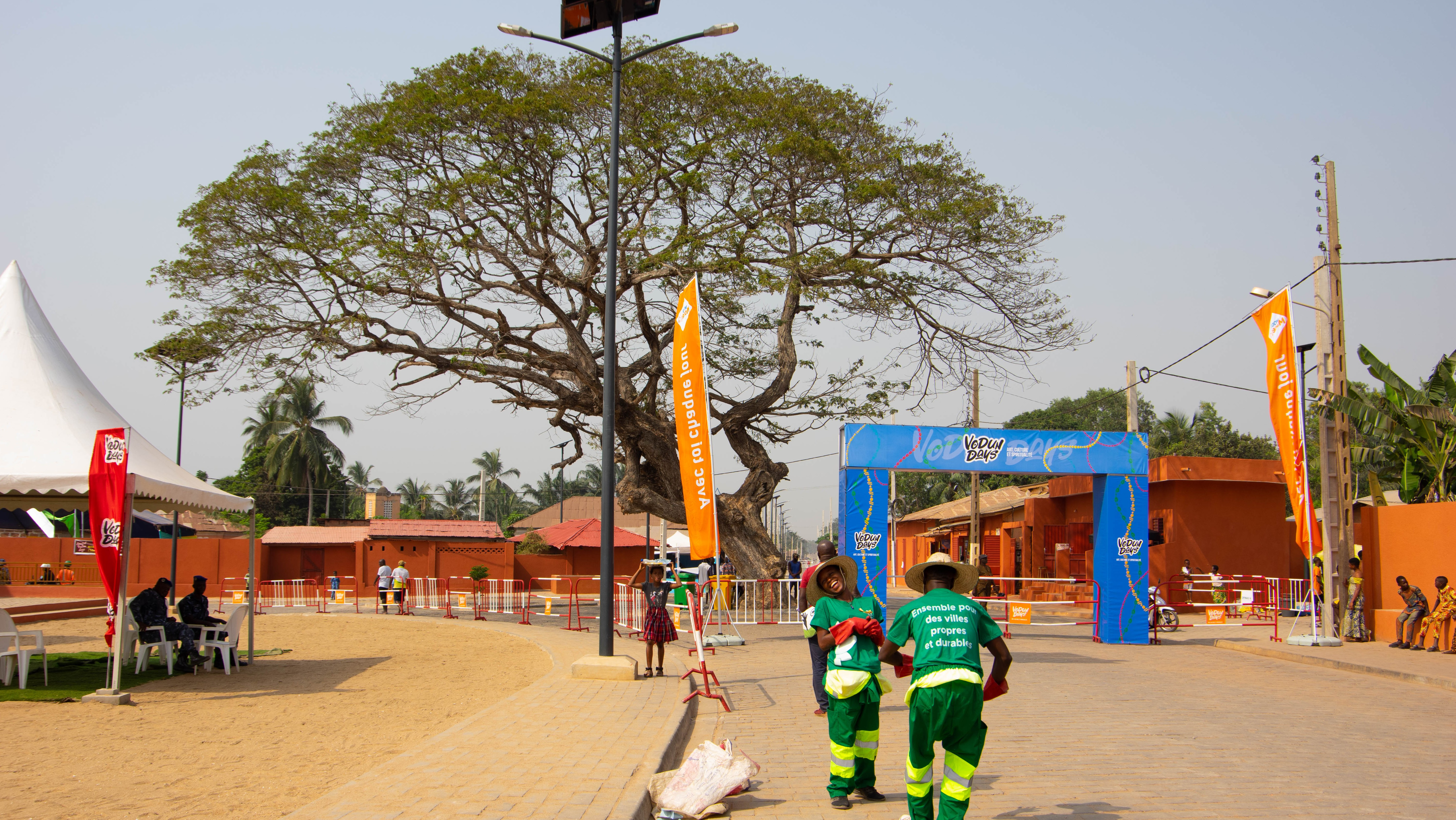
Entrée Ouidah

En janvier 2025, la deuxième édition des Vodun Days s’est déroulée à Ouidah, du 9 au 11 janvier. Le programme des Vodun Days a inclus plusieurs activités réparties sur différents lieux de la ville de Ouidah. Des animations ont eu lieu sur plusieurs places. Parmi les lieux accueillant les festivités figuraient la Place Maro, l'Esplanade du Fort Français, le Temple Mami, le Temple des Pythons, la Forêt sacrée de Kpassè et le Couvent Sakpata. Des concerts de musiques contemporaines et traditionnelles ont été organisés, avec la participation d'artistes tels que Sagbohan Danialou, Alèpkéhanhou, Kassav', Toofan et Bobo Wê. Des spectacles de danse ont été présentés, incluant des performances du ballet béninois et du Balé Folclórico da Bahia.

La Grande Cérémonie Vodun a eu lieu en présence des dignitaires Vodun,

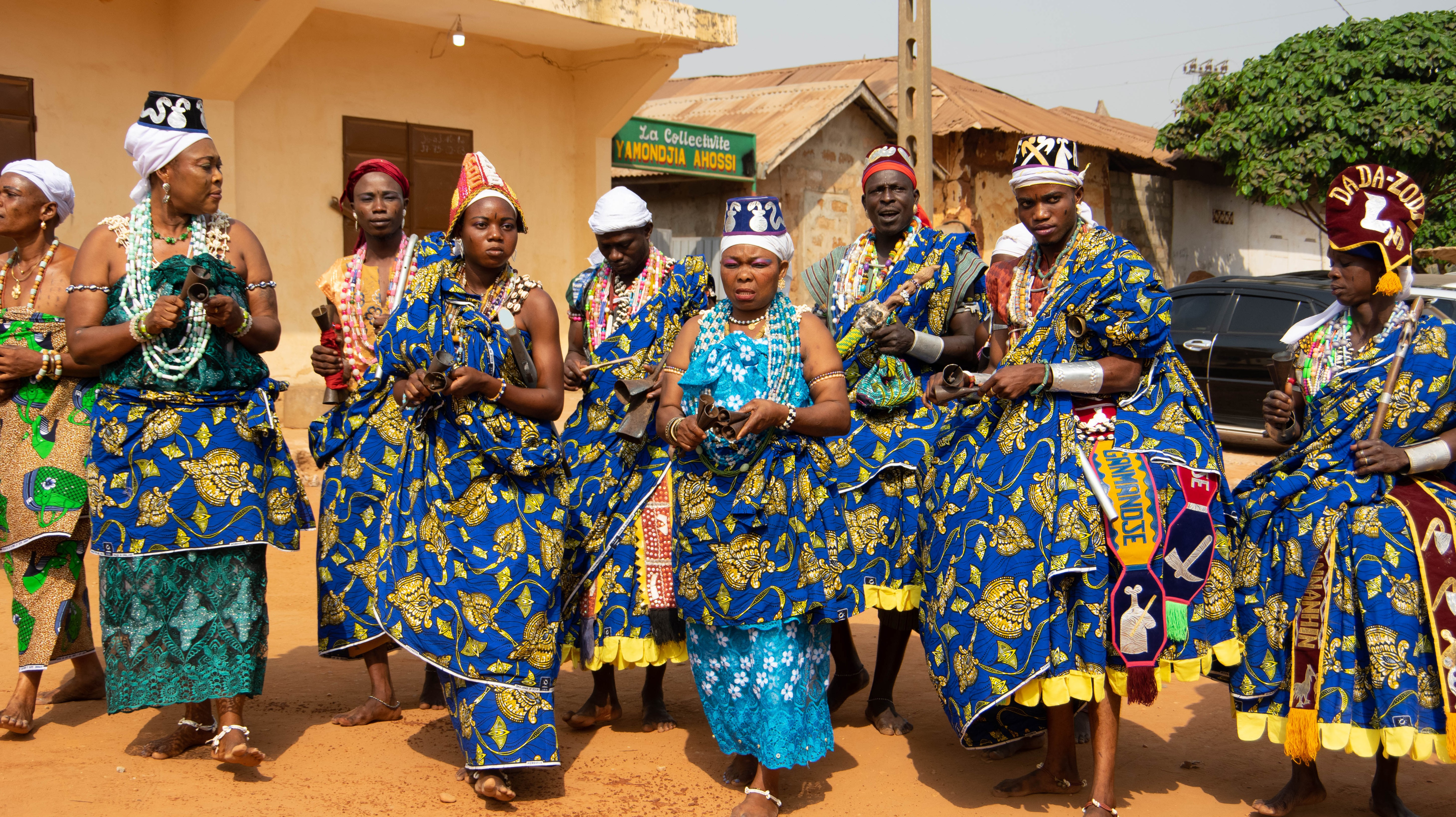
Adeptes du vodun

 avec des invocations réalisées par les boconons (prêtres du Fâ), qui ont annoncé le signe "Fu-Yeku" comme présage pour l’année 2025. Ce signe, faisant partie de la sous-famille du premier signe, est associé à des valeurs de protection, d'invincibilité et de prospérité pour le Bénin. Il est décrit comme représentant un individu insensible aux menaces.
L'édition 2025 des Vodun Days a abrité les premières célébrations au sein de l'Arène de Ouidah, avec des danses rituelles des Egungun, des animations des Dawetin, ainsi que des performances des artistes Pépit’arts, Boyi-Bowa et Rémi Dégbé.
En 2025, les Vodun Days ont attiré plus de 435 000 participants du 9 au 11 janvier, selon les chiffres fournis par l’Institut National de la Statistique et de la Démographie (INStaD).

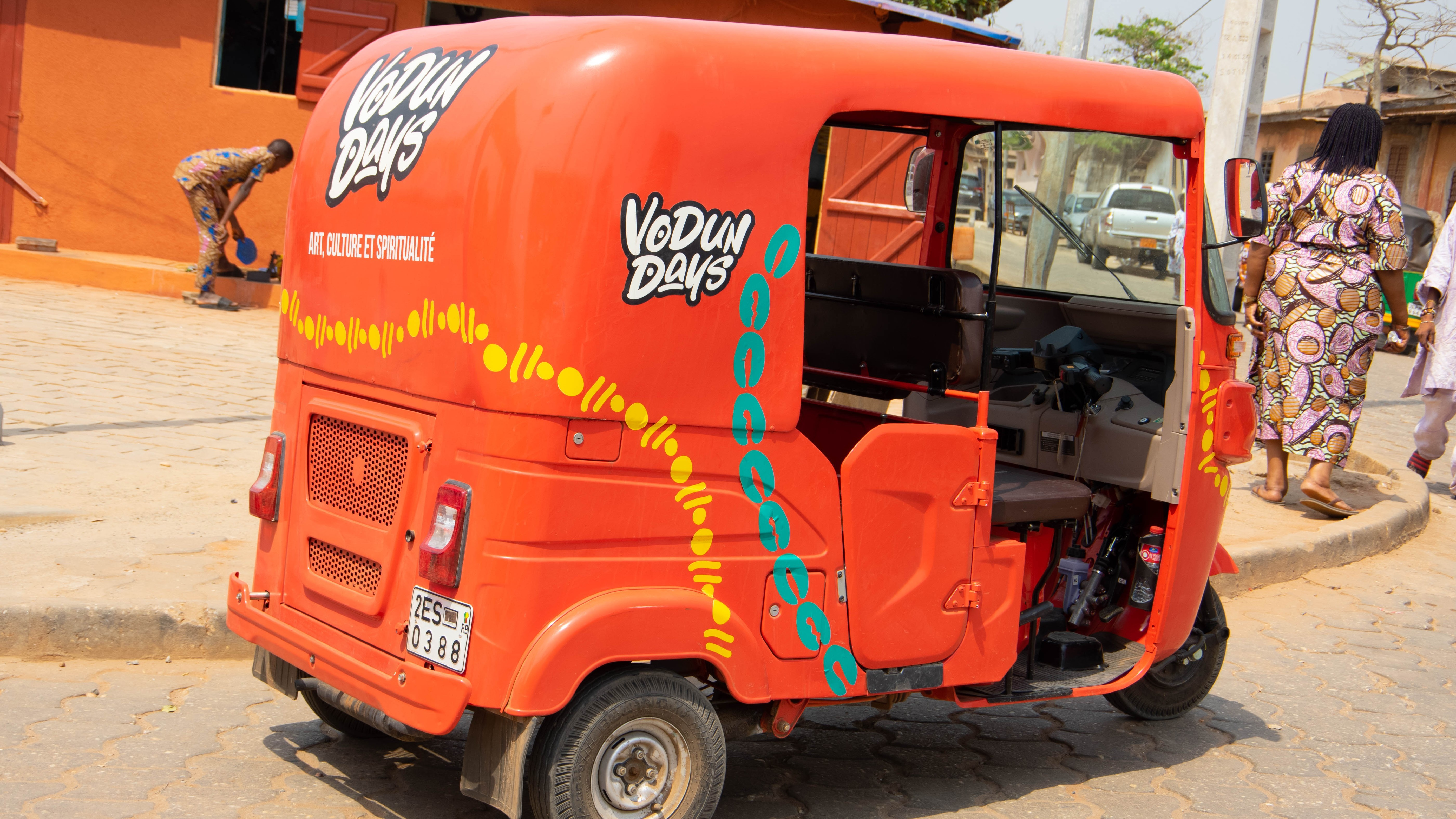
Moyen de transport pour vodun days

## Cultes

### Vodun
La religion Vodun se caractérise par son engagement en faveur de l'équilibre entre les mondes visible et invisible, ainsi que les divers aspects de la vie, incluant la nature et la culture. Enracinée dans les traditions des peuples Aja-Tado englobant le continuum dialectal Gbe et K’aaro, le Vodun représente le terme générique pour les énergies vibratoires créées par Mahu (Olodumare ou ɔ̀lɔŕ un en yoruba), c’est-à-dire : Nu e ma hugan : « ce que nul ne peut dépasser, l’Insurpassable, le Suprême »). Ces énergies ont reçu le pouvoir de guider les êtres humains dans leurs questionnements existentiels.
Il existe plusieurs types de Vodun dans le panthéon : les Vodun cardinaux (Hunsuzɛn), ceux fondés sur les éléments de la Nature (Terre : Sakpata ; Feu : Xɛvioso ; Eau : Tɔxɔsu ; Air : Dan), les Vodun masqués (Egungun, Zangbetɔ, Gɛlɛdɛ...), les Vodun non masqués, les Ta Vodun (ceux qui sont portés sur la tête ou sur les épaules).

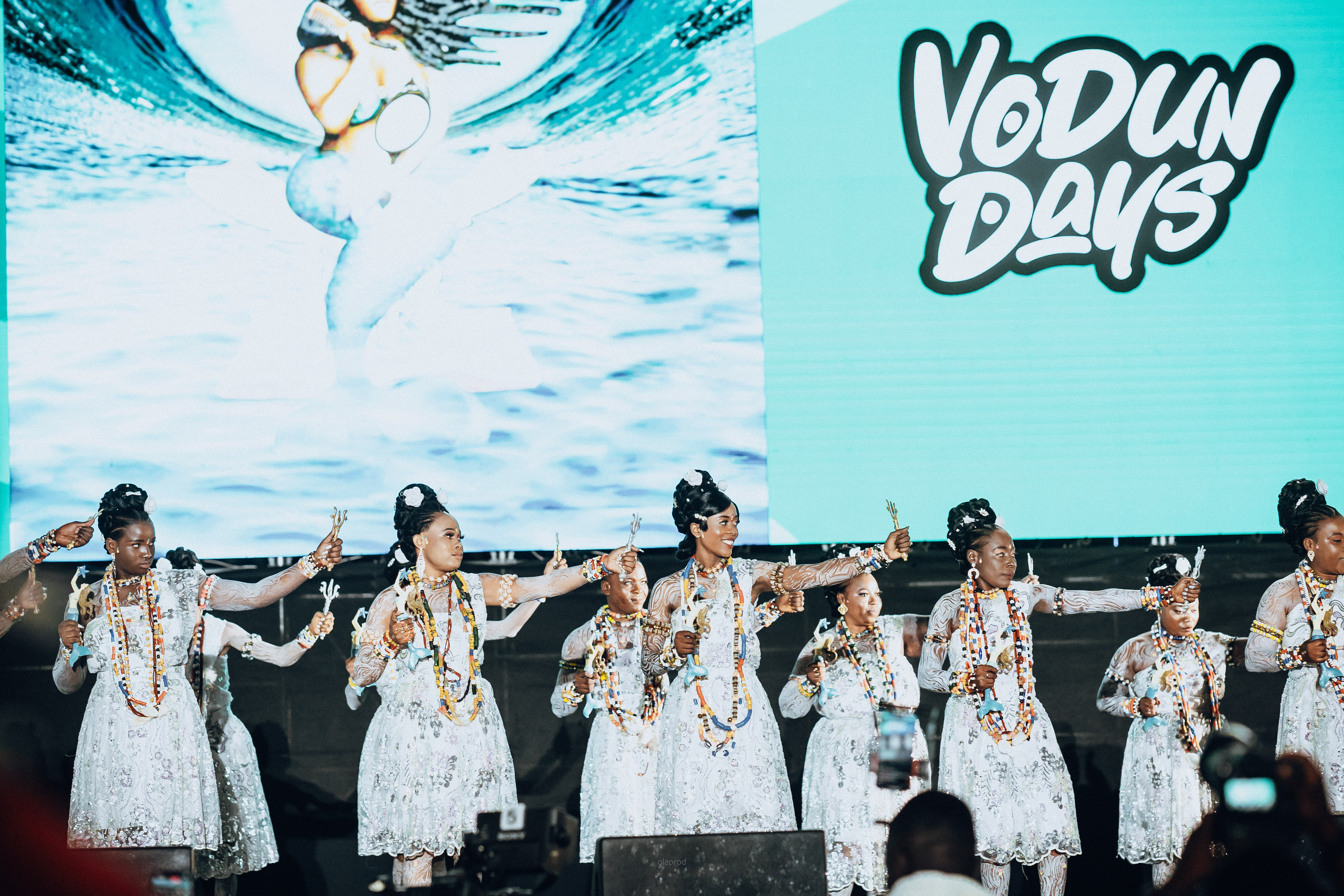
Grande Cérémonie Vodun, le 10 janvier 2025, durant les Vodun Days.

Aujourd'hui, le Vodun s'est largement dispersé à travers le monde, principalement en raison de la traite des esclaves. Les pratiques religieuses, culturelles et spirituelles liées au Vodun se sont étendues au-delà de l'Afrique, donnant naissance à une diversité de traditions syncrétiques. Ces traditions, où le Vodun s'est mélangé avec d'autres croyances, ont profondément influencé plusieurs cultures dans les Amériques, notamment à travers des pratiques telles que la Santería à Cuba, le Vaudou en Haïti et le Candomblé au Brésil.

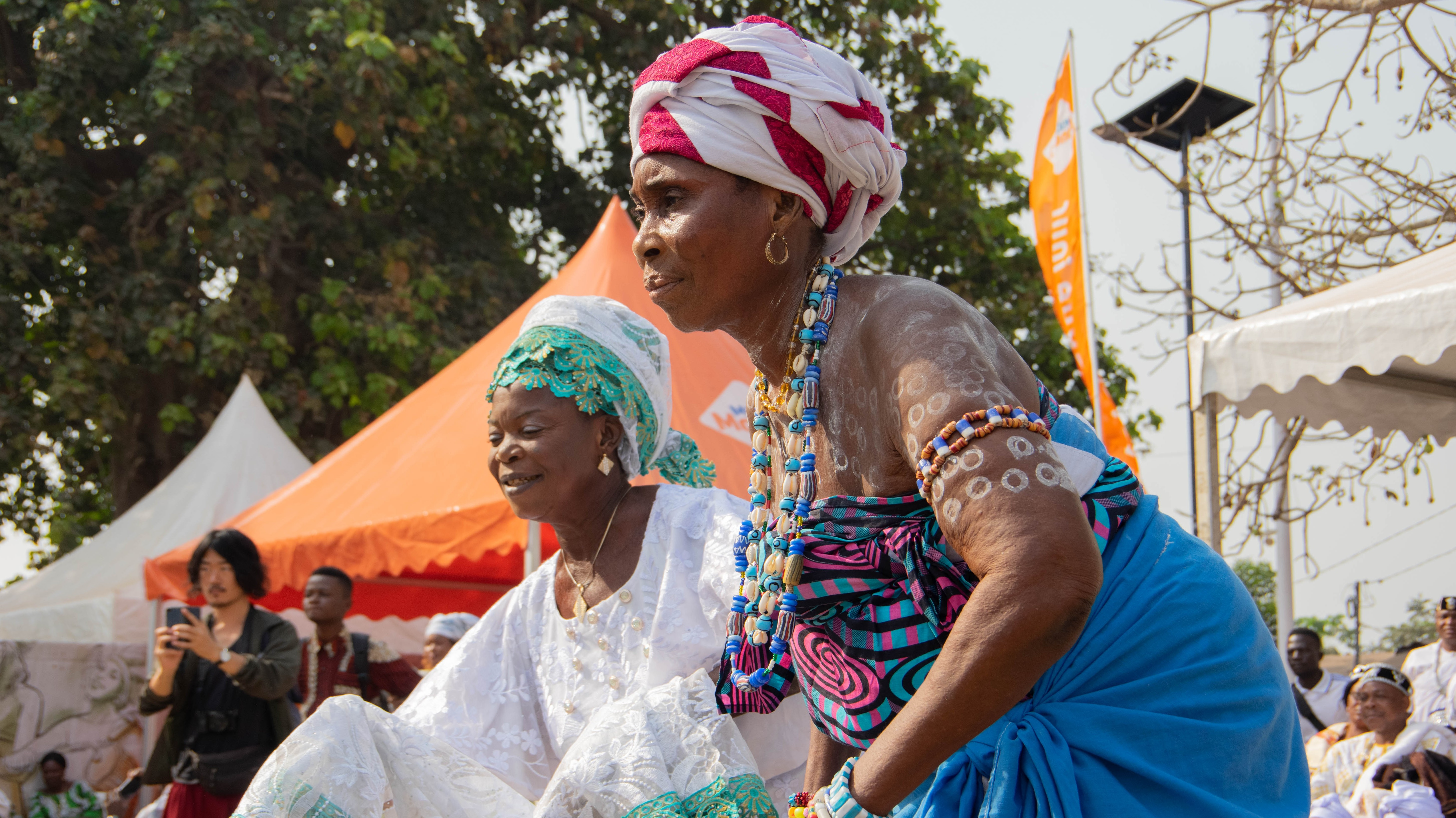
Des adeptes d'une divinité vodoun au Bénin

### Le Fá
Le Fá (ou Ifá) a été proclamé par l'UNESCO en 2005 comme "Patrimoine Culturel Immatériel de l'Humanité" et inscrit sur cette liste en 2008. Il représente un message d’Olódùmarè (ou Mahu), la divinité suprême selon les traditions yoruba et le continuum dialectal Gbè. Le Fá est considéré comme la "Sagesse Universelle et la Connaissance universelle", un savoir encyclopédique. Toutefois, ce savoir peut uniquement être consulté par ɔ̀rúnmìlà, une puissance spirituelle qui gouverne la divination, car il est le témoin de la destinée de tout ce qui existe.
En tant qu'intermédiaire, ɔ̀rúnmìlà est l'unique médium capable de s'élever vers le Fá pour retrouver les réponses aux préoccupations humaines. Pour que ce processus ait lieu, le Bòkɔńɔ́ (ou Babalawo), un prêtre ou un praticien, doit manipuler des objets sacrés tels que les noix sacrées, qui sont les archétypes d’ɔ̀rúnmìlà, ou la chaîne divinatoire appelée ɔ̀kpɛ̀lɛ̀, faite de corde ou de métal.
Dans cette tradition, le Dieu suprême, difficilement accessible directement par les humains, a confié à ɔ̀rúnmìlà un de ses attributs essentiels, sa Sagesse ou sa Parole. Ce savoir est appelé Fá ou Ifá. Les Babalawo ou Bòkɔńɔ́ se tournent vers ɔ̀rúnmìlà pour obtenir les réponses d’Olódùmarè à travers la divination.
Le Fá, en tant que système de divination, se compose de signes appelés Fádu (divisions du Fá), représentés graphiquement sous forme de traits parallèles et verticaux. Ces signes sont transcrits et lisibles de droite à gauche et de haut en bas sur quatre colonnes, et sont interprétés à l’aide de l’ɔ̀kpɛ̀lɛ̀.

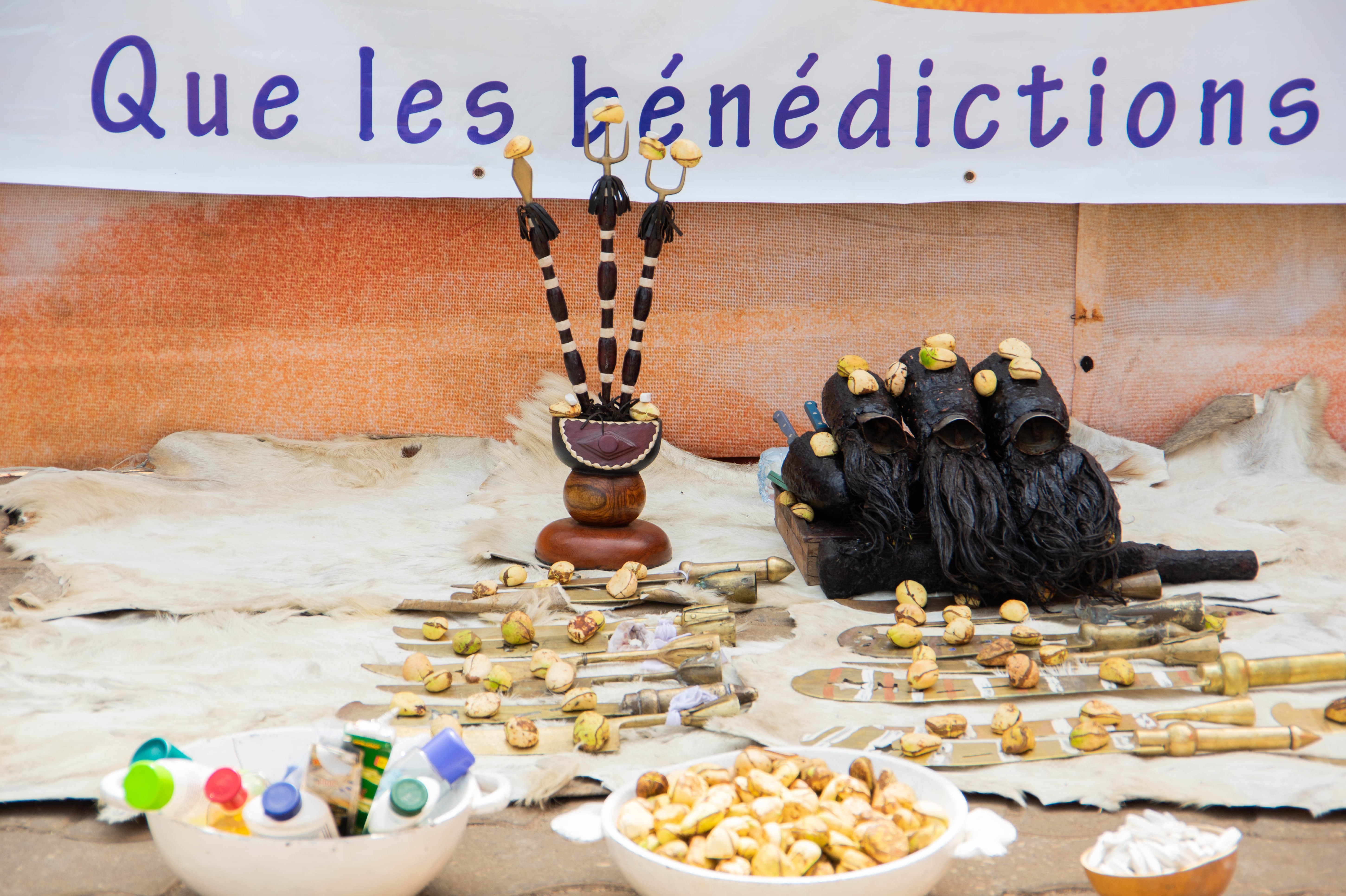
Offrandes aux vodun

L'alphabet du Fá est composé de 16 lettres, et chaque lettre peut se doubler pour former un Fádù, un signe représentant une division du Fá. Il existe 16 Fádù cardinaux, qui génèrent 240 autres signes, totalisant ainsi 256 Fádù. Chaque Fádù véhicule une multitude de paroles, correspondant à plusieurs langages, tels que Fágbèsìsa, Fáglèta et Fáhàn. Ce système est distinct des signes astrologiques, car il contient des informations métaphysiques sur l'individu, qui seront révélées au cours d’une initiation menée selon un rituel précis par des Bòkɔńɔ́ ou Babalawo de renom.
Les Fádù cardinaux, appelés "Meji" (deux en yoruba), sont constitués d’une répétition de la même lettre et se répartissent entre des catégories masculines et féminines, incluant des symboles ésotériques.

### Dan
« Dan », dans les langues du continuum dialectal Gbe, signifie « serpent ». Mais si dans le panthéon Vodun certaines espèces de serpents sont vénérées comme le python royal – expression précoce d’un souci avéré du respect des espèces rares – Dan est le symbole de l’un des éléments de la Nature qui figure un Vodun, en l’occurrence l’Energie aérienne (Air). Ce Vodun cardinal, à l’instar des Vodun Xɛvioso (Feu Cosmique), Sakpata (Terre) et Tɔxɔsu (Eau), relie Terre et Ciel et est doté d’une famille (spécificités) particulière et est dédié au bonheur, à la richesse et à la prospérité. Les fidèles initiés à ce Vodun font partie des plus nombreux dans le panthéon.

### Egúngún

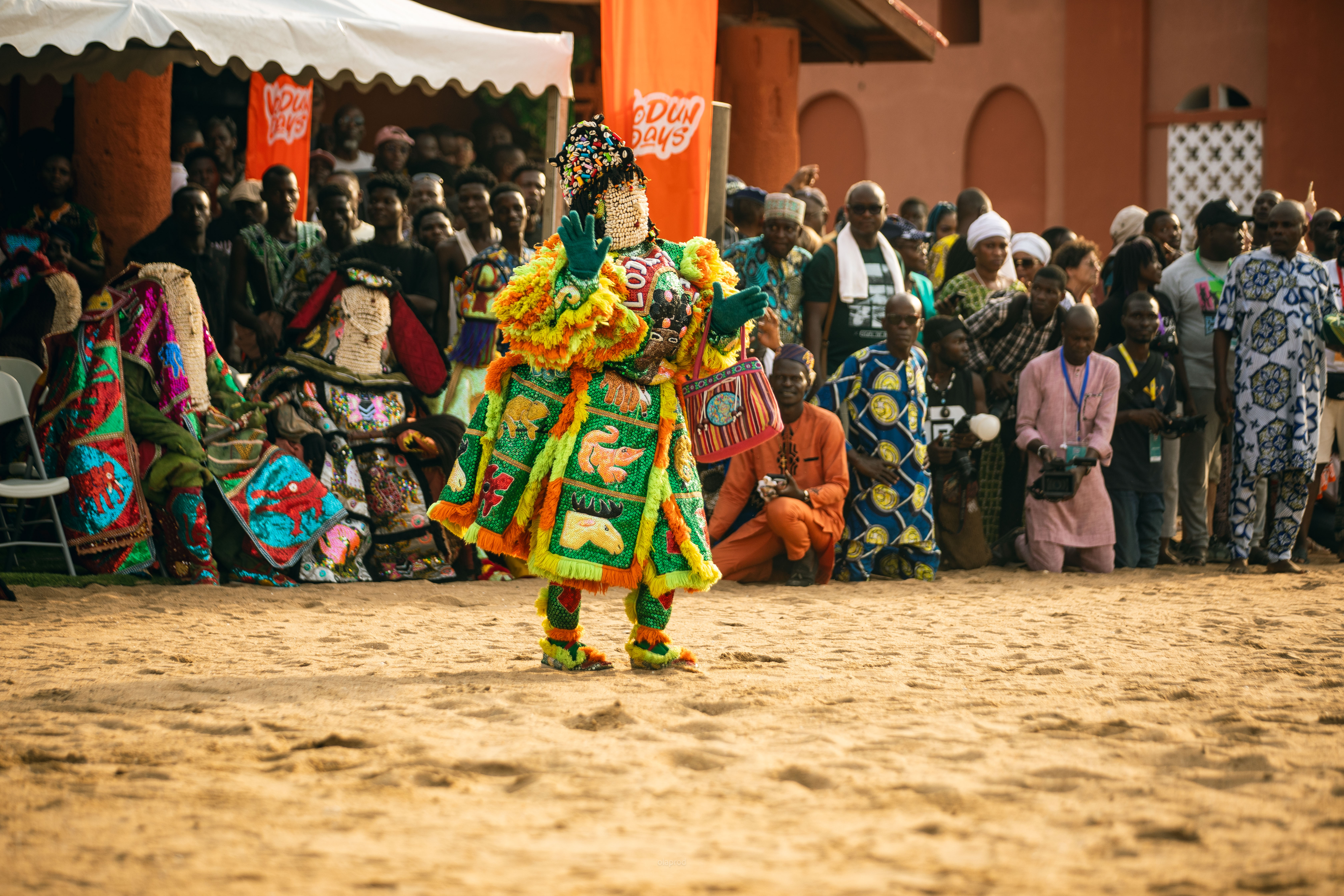
Animations des Egungun sur la place Maro durant l'édition 2025 des Vodun Days.

Le terme « Egún » est en K’áǎrɔ̀ (yoruba) et signifie « os, squelette », c’est-à-dire « celui qui est mort et qui revient ». Egúngún est d’abord une institution dans certaines familles de l’Ájǎ-Tádó où, à la transition d’un individu ayant mené une bonne vie, les membres de la famille décident de l’immortaliser. Il s’agit d’une béatification qui succède et institue à la fois une ancestralisation, tel que cela est généralement de coutume dans les familles Gbè, et le culte des ancêtres. Le culte Egúngún et le culte des ancêtres sont considérés comme une même réalité religieuse dans l’Àjǎ-Tádó. Cette tradition souligne que le culte des ancêtres pourrait être la première forme de religion de l’humanité, un concept qui fait écho à la scène de la pesée du cœur dans la conception égyptienne de l’immortalité des défunts.
Seulement, il y a une différence non pas seulement de fond, mais surtout de forme entre le culte Egúngún et le culte des ancêtres dans le continuum dialectal Gbè. Car si les deux cultes figurent le retour spirituel des morts parmi les vivants, Egúngún est plutôt non seulement un retour physique, c’est-à-dire une matérialité de l’esprit du défunt, raison pour laquelle il est masqué, mais surtout ce masque donne lieu aussi bien à une vénération qu’à un spectacle.

### Lɛǧbà
Lɛǧbà est un Vodun central dans le panthéon Vodun. Il est le pourvoyeur des messages des humains et des autres Vodun vers l’Être Suprême. Figurant l’ordre et le désordre, le point de rencontre de tous les contraires, il est le gardien du seuil (maison, ville, marché, Temple des autres Vodun...). Ainsi donc, il est le symbole de la virilité, de même que le lien entre le tangible et le spirituel.

### Mami Wata
Dans la religion Vodun, Mami Wata est un Vodun océanique. Il régente surtout les énergies de la prospérité et de la fertilité. Les fidèles lui rendent hommage dans l'espoir de recevoir ses bénédictions pour la santé, la richesse et la fécondité. Les fidèles de Mami Wata participent à des rituels dédiés, impliquant souvent des offrandes, des danses et des cérémonies spécifiques pour honorer et communiquer avec ce Vodun.

### Sakpata

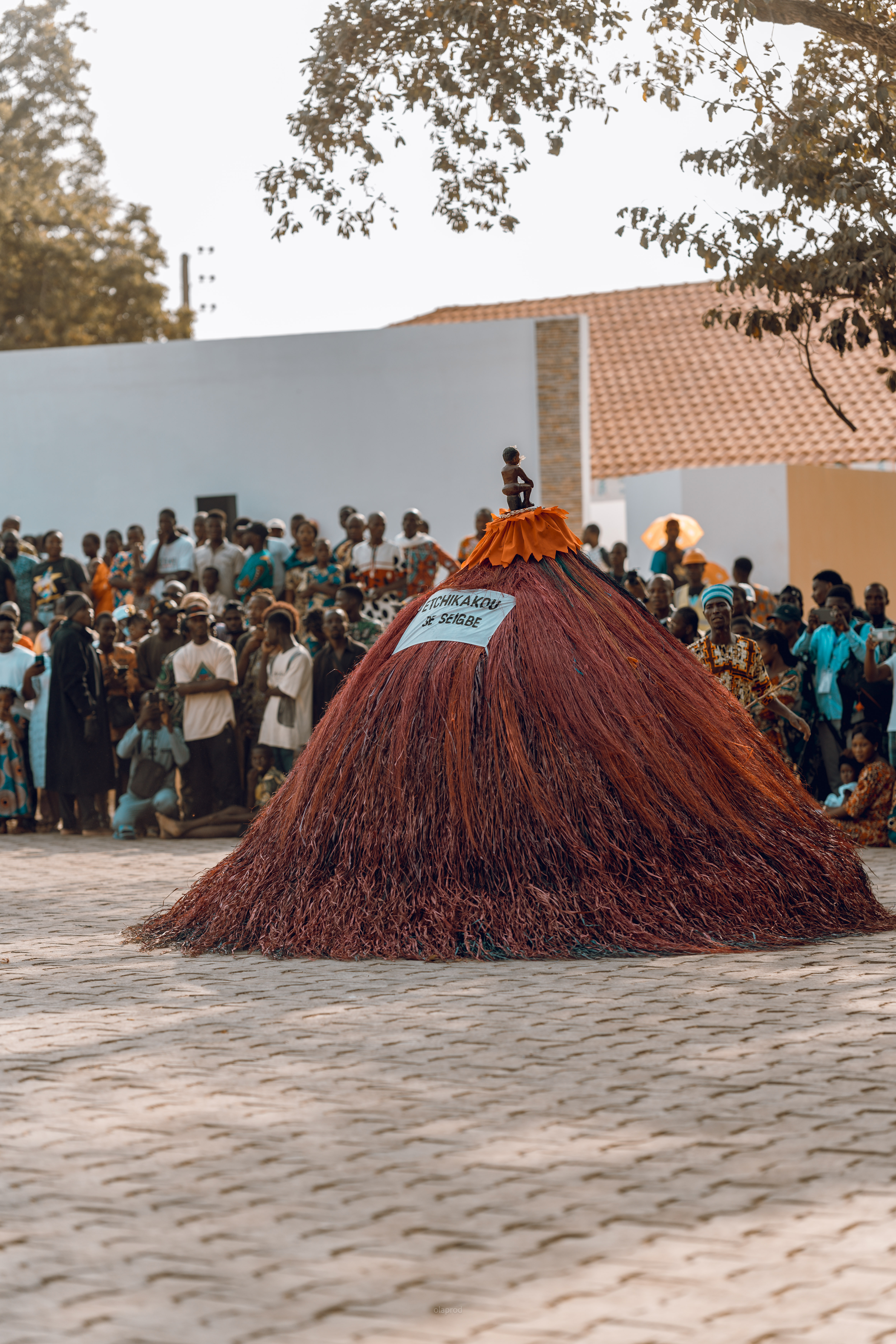
Animations de Zangbétɔ sur la place du Fort Français durant l'édition 2025 des Vodun Days.

Dans la religion Vodun, Sakpata est un Vodun associé aux maladies et à la guérison. Il représente l’élément Terre et est vénéré pour ses pouvoirs de protection contre les épidémies. Certains rites et cérémonies liés aux Vodun Sakpata impliquent des activités effectuées à même le sol, soulignant son lien avec les énergies telluriques.

### Xɛvioso
Le Vodun Xɛvioso figurant l’élément Feu cosmique et donc associé à la foudre et à la justice. Fréquemment sollicité pour instaurer l'équilibre et révéler la vérité, Xɛvioso incarne la force de la nature tout en symbolisant les principes de justice qui guident les fidèles dans leur quête d'harmonie spirituelle.

### Zangbétɔ
D’origine Goun, le terme Zangbétɔ vient de « zan » qui signifie « nuit » et « gbétɔ » qui signifie « gardien de nuit ». Il s’agit d’un ordre initiatique dont l’apparence diurne est un masque en paille. Dans la nuit, le Zangbétɔ est un gardien invisible qui patrouille dans les rues des quartiers, agissant comme une présence dissuasive contre les malfaiteurs. Cette fonction de gardien contribue à instaurer un sentiment de sécurité au sein de la communauté.

## Places animées durant les Vodun Days

### La Forêt sacrée de Kpassè

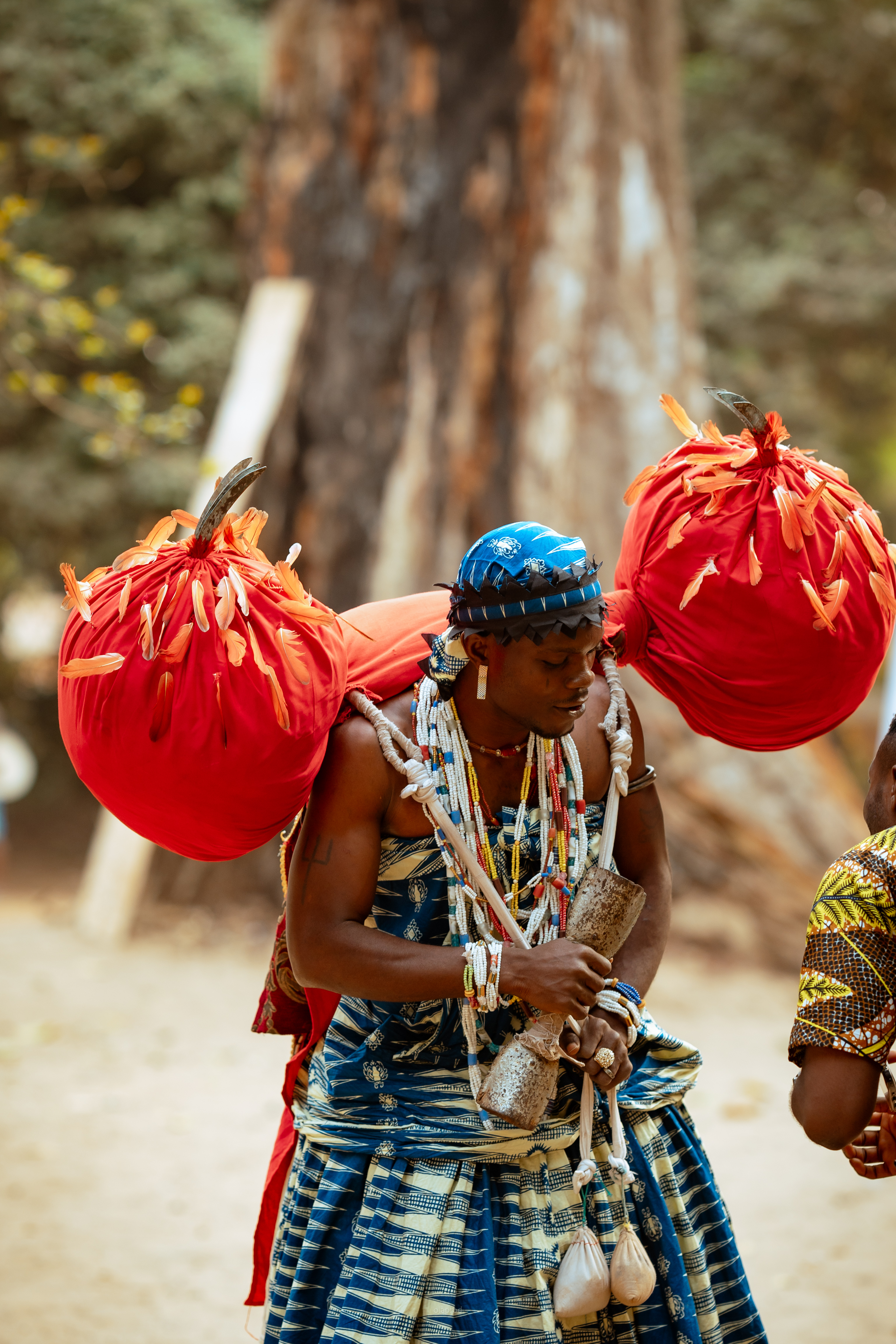
Animations dans la Forêt sacrée de Kpassè durant l'édition 2025 des Vodun Days.

La Forêt sacrée de Kpassè est un lieu de culte Vodun à Ouidah. Il est dédié à la Kpassè, l’ancêtre éponyme des Xwéla et ancien roi de Savi. L’arbre dans lequel il s’est incarné est un Vodun associé à la prospérité, à la santé et à la protection. Le site est situé à Ouidah dans le quartier Tovè. C’est une forêt semi-dense qui abrite environ trente-six (36) espèces réparties dans vingt (20) familles. Certaines de ces essences possèdent un pouvoir médicinal. On y trouve aussi des fromagers, un grand iroko, symbole de la réincarnation du roi Kpassè disparu mystérieusement selon la légende. Le site est devenu depuis 1993 un lieu de visite touristique internationalement reconnu.

### La Place Maro
La Place Publique Maro, située près de la Mosquée Centrale de Ouidah, représente l'harmonie entre les différentes croyances et traditions présentes dans la ville. Fondée en 1812 par d'anciens captifs libérés revenus du Brésil, elle symbolise la réconciliation et le partage. Le nom "Maro", dérivé du terme "Marron", fait référence aux esclaves fugitifs qui cherchaient la liberté loin des chaînes. Il évoque également l'idée de "connaître et raconter", en lien avec l'histoire de ces anciens captifs qui ont préservé et transmis leur héritage culturel.

### La Porte du non-retour
La Porte du non-retour est un monument situé à Ouidah, au Bénin. Cet édifice est historiquement associé au commerce transatlantique des esclaves, qui a eu lieu du XVème au XIXème siècle. L'arche, revêtue de béton et de bronze, présente des représentations visuelles marquantes de cette période douloureuse. Les deux faces de l'arche sont ornées d'images saisissantes dépeignant des hommes et des femmes réduits en esclavage.

### Le Temple éphémère Mami Dan
Le Temple éphémère Mami Dan est un site sacré temporaire situé près de l'Arène de Ouidah, au Bénin. Il a été spécialement érigé pour célébrer et rendre hommage au Vodun Mami Wata à travers des rituels, dans le cadre des Vodun Days.

### Le Temple des Pythons
Le Temple des Pythons, situé à Ouidah, est un site dédié au culte du python sacré.Les pythons vivent en liberté à l'intérieur du temple et sont considérés comme des messagers divins. Les visiteurs et les fidèles du Vodun viennent dans ce lieu pour vénérer les pythons. Le temple symbolise la connexion entre la religion Vodun et la nature.

### Le Temple Sakpata

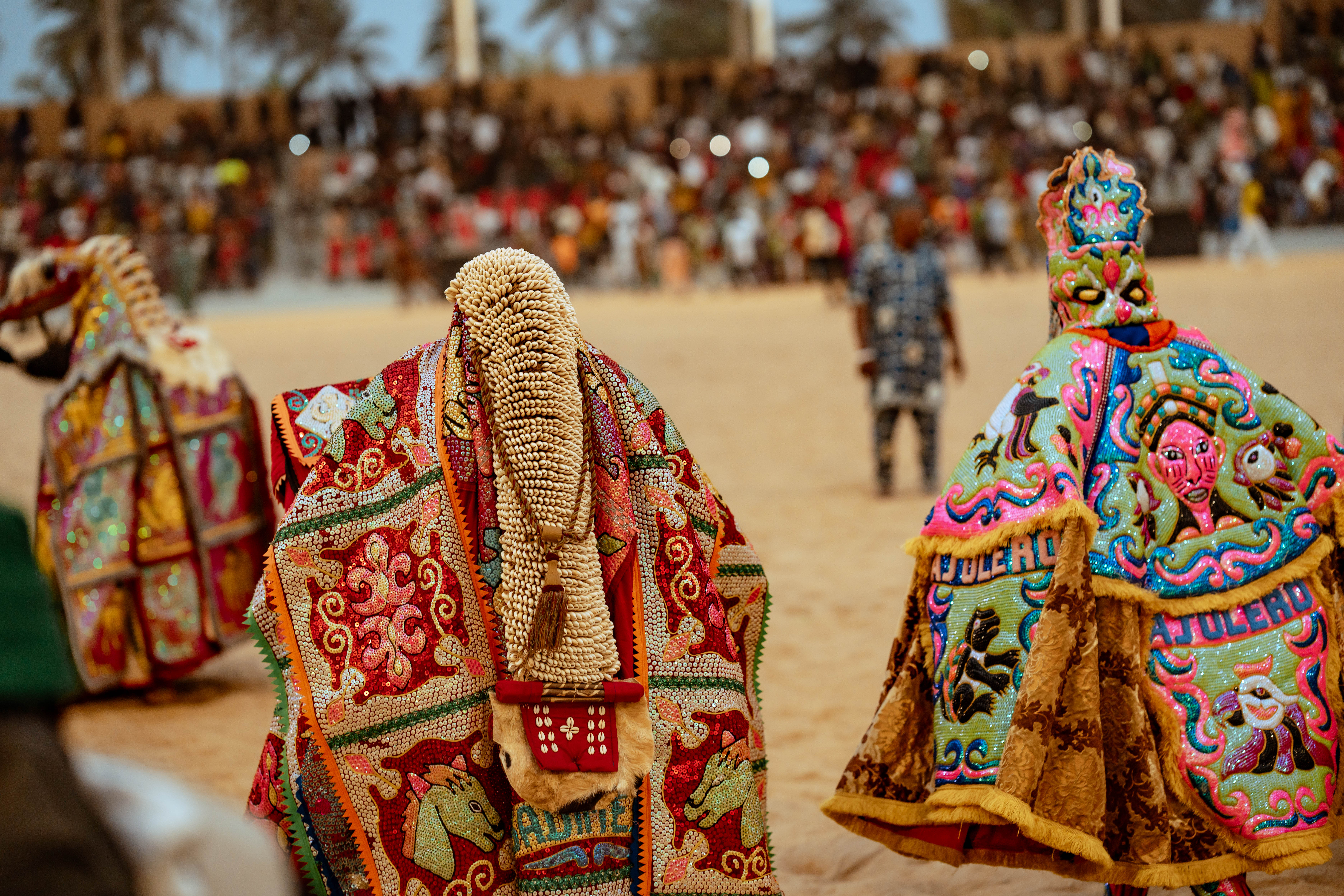
Animations des Egungun au sein de l'Arène de Ouidah le 11 janvier 2025.

Le Temple Sakpata, situé à Zoungbodji, fait partie du projet "La Route des Couvents Vodun" et constitue une initiative visant à préserver et valoriser le patrimoine Vodun. Ce temple offre un espace consacré aux rituels de vénération du Vodun Sakpata, une divinité associée à l'énergie tellurique. Sakpata est vénéré pour sa capacité à apporter prospérité et pour ses pouvoirs protecteurs contre les épidémies.

### L'Arène de Ouidah
L'Arène de Ouidah, situé sur la plage près de la Porte du non-retour, a pour objectif de préserver et de promouvoir les traditions culturelles et artistiques du Bénin. Elle est conçue comme un espace polyvalent capable d'accueillir divers types d'événements tels que des spectacles, des cérémonies, des expositions et des festivités.

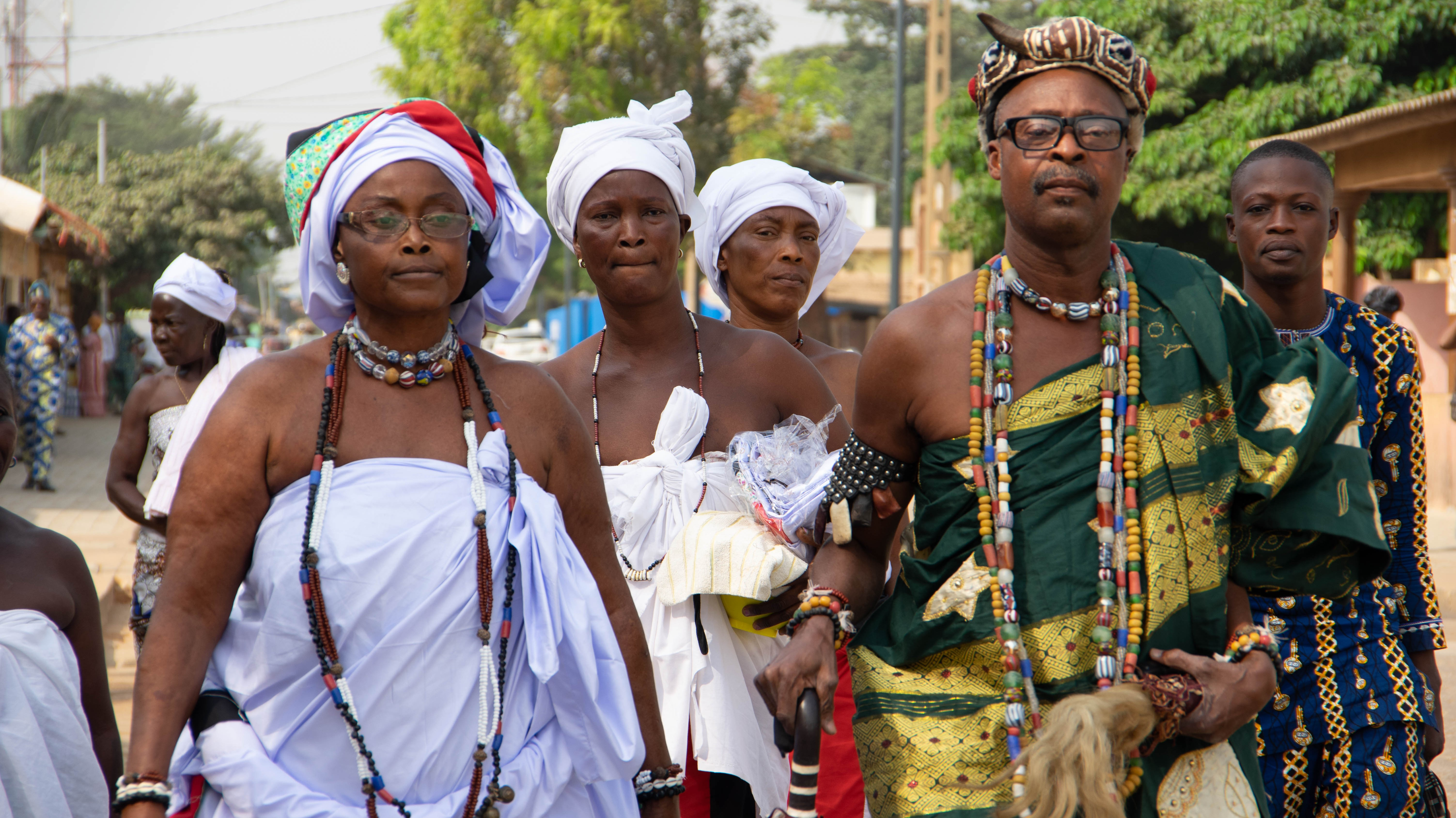
Des hommes et des femmes adeptes d'une divinité du panthéon vodoun au Bénin